# Erlaburg
Erlaburg ist ein Gemeindeteil des Marktes Bad Steben im Landkreis Hof (Oberfranken, Bayern). Erlaburg liegt in der Gemarkung Bobengrün.

## Geografie
Die Einöde liegt am Lohbach, einem rechten Zufluss des Bobengrüner Bachs. Ein Anliegerweg führt unmittelbar westlich zu einer Gemeindeverbindungsstraße, die zur Staatsstraße 2198 (0,5 km nordöstlich) bzw. nach Ziegelhütte verläuft (0,3 südlich).

## Geschichte
Erlaburg wurde 1741 erstmals schriftlich erwähnt. Es war ursprünglich ein Forsthaus der Herrschaft Thierbach und gehörte zur Realgemeinde Bobengrün. Gegen Ende des 18. Jahrhunderts bestand Erlaburg aus einem Anwesen. Die Hochgerichtsbarkeit hatte das bayreuthische Kasten- und Richteramt Lichtenberg. Das bayreuthische Kastenamt Thierbach war Grundherr des Zinsgütleins.
Von 1797 bis 1810 unterstand Erlaburg dem Justiz- und Kammeramt Naila. Infolge des Ersten Gemeindeedikts wurde Erlaburg dem 1812 gebildeten Steuerdistrikt Marxgrün und der zugleich entstandenen Ruralgemeinde Bobengrün zugewiesen. Im Zuge der Gebietsreform in Bayern wurde Erlaburg am 1. Mai 1978 nach Bad Steben eingemeindet.

### Einwohnerentwicklung
| Jahr      | 1799  | 1861   | 1871   | 1885   | 1900   | 1925   | 1950   | 1961   | 1970   | 1987   | 2013 |
| Einwohner | 9     | 5      | 14     | 16     | 9      | 14     | 22     | 9      | 11     | 5      | 7    |
| Häuser    | 1     |        |        | 1      | 1      | 1      | 2      | 2      |        | 2      |      |
| Quelle    | [ 9 ] | [ 10 ] | [ 11 ] | [ 12 ] | [ 13 ] | [ 14 ] | [ 15 ] | [ 16 ] | [ 17 ] | [ 18 ] |      |

## Religion
Erlaburg ist evangelisch-lutherisch geprägt und bis heute nach St. Walburga (Untersteben) gepfarrt (seit 1910 ist die Lutherkirche (Bad Steben) die Hauptkirche).